# Chlorophorus figuratus
Chlorophorus figuratus је врста инсекта из реда тврдокрилаца (Coleoptera) и породице стрижибуба (Cerambycidae). Сврстана је у потпородицу Cerambycinae.

## Распрострањеност
Врста је распрострањена на подручју Европе осим северног дела, Кавказа, Русије и Блиског истока. Честа врста у Србији. 

## Опис
Глава, пронотум, ноге и антене су црни. Покрилца су црна са шарама у виду белих тачкица или штрафти. Антене су средње дужине. Дужина тела је 6-14 mm.

## Биологија
Животни циклус траје две године, ларве се развијају у мртвим гранама и гранчицама које још увек нису отпале са листопадног дрвећа. Адулти се срећу на цвећу. Као домаћини јављају се различите врсте листопадног дрвећа (брест, храст, граб, глог, бреза, топола, багрем, итд.)  

## Статус заштите
Врста се налази на Европској црвеној листи сапроксилних тврдокрилаца.

## Синоними
- Cerambyx sartor O.F. Müller, 1766
- Leptura sartor (Müller) Plavilstshikov, 1940
- Leptura achilleae Brahm, 1790
- Clytus corsicus Chevrolat, 1882
- Leptura massiliensis Linnaeus, 1767
- Chlorophorus massiliensis (Linnaeus)
- Leptura rustica Geoffroy in Fourcroy, 1785 nec Linnaeus, 1758